# Bitka kod Klisa 1596.
Bitka kod Klisa, odigrala se tijekom proljeća 1596. godine, kada su iznenadnim napadom vojne snage Splita, Poljica i uskoci oslobodili tvrđavu Klis od Osmanlija. Oslobođenje tvrđave bilo je kratkotrajno jer su je poslije dva mjeseca opsade ponovno osvojile turske vojne snage.

## Uvodne okolnosti
Krajem 16. stoljeća Splićani su odlučili provesti vojnu akciju za oslobođenje kliške tvrđave, kako bi istjerali Osmanlije iz zaleđa Splita i proveli početnu fazu oslobođenja balkanskih kršćana od osmanske vlasti. Plan za napada na Klis organizirali su Ciprijan Guidi iz Lucce i dominikanac Franjo Brtučević s otoka Hvara, a pomogli su ih papa Klement VII., njemačko-rimski car Rudolf I. i napuljski potkralj.
Vođa splitskih plemića bio je Ivan Alberti, uz kojeg su pristali njegov brat Nikola Alberti, Nikola Cindro, Frane Martinčić Čipčić i drugi. Splitski plemići spremali su se, zajedno s uskocima, u tajnosti za napad na Klis, jer mletačka vlada nije željela ugroziti mir s Turcima.
Splitskim plemićima su u pomoć pritekli uskoci, Poljičani, Kaštelani i Bračani.

## Tijek sukoba
U noći sa 6. na 7. travnja 1596. godine, Splićani i Kaštelani, pod vodstvom Ivana Albertija pobili su stražare i zauzeli klišku tvrđavu. Ujutro im je stiglo pojačanje od 300 uskoka pod vodstvom vojvode Nikole Lasinovića i Ivana Vlatkovića. Poslije pljačke, uskoci su se povukli, a u pomoć je stiglo 200 Poljičana pod zapovjedništvom poljičkog kneza Pavla Papića, uz pomoć kojih su Splićani 8. travnja zauzeli Oprah kulu, posljednje osmansko uporište u tvrđavi. Vijest o padu Klisa bila je velika senzacija među kršćanima u zaleđu Dalmacije i u Bosni i Hercegovini. Kliški branitelji obratili su se za pomoć njemačkom caru.
Turci pod vodstvom kliškog sandžak-bega Mustafe i Ibrahim-age sakupili su vojne snage i 12. travnja opsjeli Klis sa 600 vojnika. U iduća dva dana Turci su dobili pojačanje u ljudstvu pa se njihov broj popeo na 2.000 vojnika, da bi nešto kasnije tvrđavu opsjedalo oko 15.000 turskih vojnika. Iako su branitelji uspjevali odbiti sve turske napade, problem su im pričinjavale oskudne zalihe hrane i vode. U međuvremenu, Mlečani su nastojali spriječiti pomoć braniteljima, jer nisu željeli da Klis zajedno sa zaleđem padne pod vlast njemačkog cara.
Klisu i njegovim braniteljima, kojih je tada bilo oko 1.500, pokušao je pomoći general Juraj Lenković. vodeći oko 1.000 vojnika i uskoka. Dana 25. svibnja došle su njemačke i hrvatske trupe vod zapovjedništvom generala Jurja Lenkovića pred Seget kraj Trogira, ali su bile potučene od Turaka a sam Lenković ranjen, dva dana kasnije (Lenković se potom povukao), nakon čega su preostale snage krenule zaobilaznim putem prema Omišu. U tom napadu poginuo je jedan od vođa obrane Klisa, Ivan Alberti. Tada su ih opet potukle turske snage, prilikom čega je stradalo oko 400 kršćanskih boraca, među njima živote su izgubili i splitski plemići Nikola Cindro i Filip Geremija, dok su Nikola Tartaglia i Franjo Brtučević bili zarobljeni. Nakon što su Turci presjekli pomoć tvrđavi, branitelji su izgubili vjeru u spas pa su se 30. svibnja (31. svibnja) 1596. godine predali Turcima.

## Ishod sukoba
Kliška tvrđava je, nakon gotovo dva mjeseca otpora opet pala pod osmansku vlast. Pad tvrđave uvjetovalo je mletačko držanje po strani, jer Venecija nije htjela poduprijeti mogući scenarij njemačkog oslobođenja zaleđa i vraćanja Dalmacije pod vlast kralja Ugarske, Hrvatske i Dalmacije.